# Page (Nebraska)
Page és una població dels Estats Units a l'estat de Nebraska. Segons el cens del 2000 tenia 157 habitants.

## Demografia
Segons el cens del 2000, Page tenia 157 habitants, 79 habitatges, i 42 famílies. La densitat de població era de 252,6 habitants per km².
Dels 79 habitatges en un 16,5% hi vivien nens de menys de 18 anys, en un 51,9% hi vivien parelles casades, en un 1,3% dones solteres, i en un 46,8% no eren unitats familiars. En el 45,6% dels habitatges hi vivien persones soles el 27,8% de les quals corresponia a persones de 65 anys o més que vivien soles. El nombre mitjà de persones vivint en cada habitatge era d'1,99 i el nombre mitjà de persones que vivien en cada família era de 2,83.
Per edats la població es repartia de la següent manera: un 15,9% tenia menys de 18 anys, un 7,6% entre 18 i 24, un 24,8% entre 25 i 44, un 19,7% de 45 a 60 i un 31,8% 65 anys o més.
L'edat mediana era de 46 anys. Per cada 100 dones de 18 o més anys hi havia 100 homes.
La renda mediana per habitatge era de 29.643 $ i la renda mediana per família de 48.750 $. Els homes tenien una renda mediana de 38.125 $ mentre que les dones 30.313 $. La renda per capita de la població era de 18.286 $. Aproximadament el 13% de les famílies i el 18,5% de la població estaven per davall del llindar de pobresa.

## Poblacions més properes
El següent diagrama mostra les poblacions més properes.